# Guerra russo-livoniana (1480-1481)
La guerra russo-livoniana (1480-1481) fu una guerra che coinvolse l'Ordine di Livonia e le forze congiunte del Granducato di Mosca e della Repubblica di Pskov per il predominio di quell'area geografica oggi identificabile grosso modo con il confine tra l'Estonia e la Russia. Protagonisti di questo scontro furono Bernhard von der Borch, Gran maestro dei cavalieri di Livonia e Ivan III, il quale incaricò Andrei Obolenski, Jaroslaw Obolenski e Wassili Schuiski di allestire un esercito alla volta della Confederazione. Lo scontro durò un paio d'anni con alterne fortune da una parte e dall'altra: il numero di perdite è incerto. Alla fine del 1481, i due belligeranti stipularono una tregua decennale: dal conflitto, i livoniani ne uscirono gravemente compromessi a livello politico ed economico (tanto che il Landmeister fu costretto a dimettersi due anni dopo, anche per altre questioni). I russi, invece, rafforzarono la propria egemonia nell'areale di Pskov.

## Contesto
Nel corso della prima parte del XV secolo, l'Ordine di Livonia riuscì a raggiungere l'autonomia tanto agognata dall'Ordine teutonico il quale, a seguito della battaglia di Grunwald nel 1410, ne usciva gravemente sconfitto. La possibilità di autogestirsi, già creatasi di fatto nel corso del secondo decennio del 1400, si configurò con assoluta evidenza alla nomina di Heidenreich Vincke von Overberg, quando emerse la contrapposizione di due fazioni, quella renana e quella westfaliana, in grado di prevaricare persino l'autorità dell'Hochmeister, il Gran maestro dell'Ordine teutonico. Tale libertà gestionale, però, non comportò altrettanta oculatezza nella gestione delle questioni interne ed esterne: la questione sul predominio della città di Riga, una delle più ricche dell'area, era rimasta irrisolta per secoli ed era divenuta un braccio di ferro in continua evoluzione tra Arcidiocesi di Riga e cavalieri di Livonia (con un primo scontro militare avvenuto già addirittura nel 1297). Le lotte gestionali per la carica di Landmeister avevano condotto alla rinuncia obbligata di Johann Wolthus von Herse ad opera di von der Borch, in una delle pagine più cupe (non per questo meno intriganti dal punto di vista storiografico) della storia degli ex cavalieri portaspada.
Dall'altra parte, invece, le varie comunità russe stavano iniziando a tessere relazioni abbastanza stabili. Il "triangolo economico" creatosi lentamente tra Repubblica di Novgorod (confluita nel Granducato nel 1478), Repubblica di Pskov e Granducato di Mosca preoccupava non poco l'Ordine di Livonia, intimorito da un'eventuale modificazione che i confini orientali potevano subire in maniera irrimediabile: fu per questo che Johann Wolthus von Herse propose la costituzione di un'alleanza sull'asse Novgorod-Viljandi, ma fu aspramente criticato da quell'ala governativa che preferiva una soluzione militare. Il distacco dai teutonici vedeva i cavalieri in una posizione geograficamente pericolosa, considerando anche che il vicino Granducato di Lituania si era rafforzato a sud (attuale Ucraina nord-occidentale).

## Il conflitto

### Avvisaglie
Dal 1472, il Landmeister Bernhard von der Borch iniziò una politica di rafforzamento del potere dell'Ordine di Livonia e di aggressione contro i territori vicini, contrariamente al predecessore. Nel 1473, scadde la tregua di nove anni tra l'Ordine e la Repubblica di Pskov. Gli ambasciatori di Pskov e di Livonia si riunirono a Narva per i negoziati, ma non riuscirono ad ottenere alcun risultato per via delle richieste dei secondi che si rimasero irremovibili sulle proprie posizioni.
Pskov fece appello al Gran Principe di Mosca Ivan III. Alla fine dello stesso 1473, giunsero a Pskov molte truppe russe sotto il comando del governatore di Mosca Daniil Dmitrievich Kholmsky, che cominciarono a prepararsi per un'eventuale guerra contro l'Ordine. Le autorità militari di Livonia, temendo il peggio, mandarono in fretta un'ambasciata a negoziare a Pskov.
Nel 1474, tra l'Ordine di Livonia e la Repubblica di Pskov venne firmata una tregua di 30 anni, in un clima che sembrava portare a tutto fuorché a una soluzione simile.

### Lo scontro tra alleati e cavalieri di Livonia
Cinque anni più tardi, cercando di espandere il territorio dell'Ordine e di evitare l'espansione dell'influenza del Granducato di Mosca nella Repubblica Pskov, sperando inoltre nella neutralità del Granducato di Lituania, Bernhard von der Borch, fece irruzione nelle terre di confine di Pskov. Nei fatti, la tregua tra Livonia e Pskov non era stata osservata da entrambe le parti già precedentemente, a causa di saltuarie razzie o arresti da ambo le parti. Il 1º gennaio 1480 scoppiò la guerra tra l'Ordine di Livonia e la Repubblica di Pskov, quel conflitto che sembrava essere stato precedentemente evitato. I cavalieri di Livonia fecero irruzione nella regione di Pskov, presero la città di Vyšhorod e ne uccisero gli abitanti: fecero poi tappa a Gdov, un sobborgo di Pskov. Pskov fece appello al granduca di Mosca, che inviò repentinamente delle armate.
L'11 febbraio 1480, le truppe congiunte di Pskov e di Mosca invasero la Livonia. I russi espugnarono uno dei castelli dell'Ordine e devastarono la città di Dorpat. Molti tedeschi ed estoni furono catturati, prima di far ritorno a Pskov. Per tutta risposta, i livoniani penetrarono nei territori di Pskov, bruciando villaggi e uccidendo gli abitanti.
Qualche mese più tardi, i cavalieri di Livonia assediarono Izborsk ma, dopo essersi avvicinati alla città di Pskov, si ritirarono non riuscendo a sferrare l'assalto decisivo. Nei primi giorni di agosto 1480, espugnarono la città di Kun'ja, uccidendo o catturando circa 4 000 persone. Nei mesi successivi seguì un nuovo assalto, da cui Pskov ne uscì gravemente distrutta e devastata; ancora una volta, però, l'Ordine non fu in grado di chiudere la questione totalmente.
Nei primi mesi del 1481, Ivan III inviò da Mosca in aiuto a Pskov un esercito di 20 000 soldati dell'attuale capitale russa e di Novgorod. Tali truppe invasero i domini dell'Ordine di Livonia, saccheggiando e bruciando tutto ciò che incontrarono. La Livonia, da Dorpat a Riga, venne terribilmente devastata. Il 1 marzo i russi assediarono il castello di Fellin (odierna Viljandi), residenza e capitale storica di Livonia, costringendo il Landmeister (che lì risiedeva) Bernhard von der Borch a fuggire a Riga: la città, come si è detto, viveva ancora un clima di profonda inquietudine e instabilità politica.
Il reggimento di Novgorod inseguì il Gran maestro, rendendo prigioniera parte del convoglio nemico. In seguito, si fece irruzione nel castello di Fellin e i tedeschi di stanza lì dovettero a pagare un riscatto di 2 000 rubli per evitare che l'assedio proseguisse.
Le quattro settimane successive, i russi saccheggiarono e bruciarono diverse proprietà dell'Ordine di Livonia. Il colpo inferto fu assai forte: l'impossibilità di frapporre un'adeguata resistenza bellica, si cercò di negoziare una pace: il 1º settembre 1481 venne firmata una tregua per un decennio.

## Conseguenze

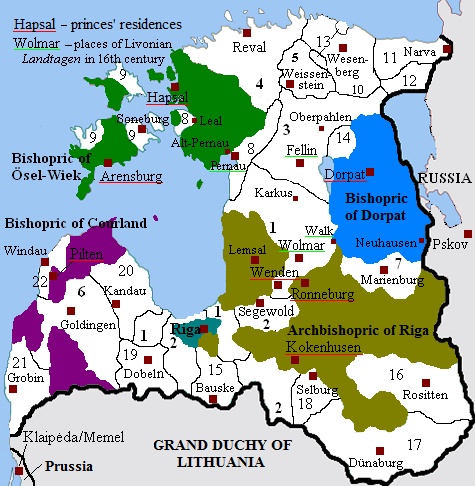
Possedimenti (in bianco) dei cavalieri di Livonia nel XVI secolo. In verde smeraldo l'areale conteso per secoli tra vescovado e Ordine di Riga, in blu la diocesi di Dorpat (terre oggetto di contesa tra russi e livoniani) e in verde oliva i possedimenti dell'Arcidiocesi di Riga

Le conseguenze della guerra dell'Ordine di Livonia contro i russi influenzarono negativamente la reputazione del Landmeister. La questione Riga non era stata nel frattempo risolta e i rapporti tra clero e cavalieri si fecero sempre più tesi, tanto da portare ad un intervento di Papa Sisto IV, schieratosi apertamente a sostegno della prima fazione e che scomunicò il Gran maestro. I dissapori crebbero a tal punto da portare alle dimissioni (imposte) di Bernhard von der Borch in favore di Johann Freitag von Loringhoven, che si guardò bene dall'inimicarsi Pskov, divenuta a quel punto ancor più pericolosa dopo i due anni di conflitto.
In Russia, intanto, Ivan III puntò a rafforzare il sistema di alleanze militari e/o economiche con altre potenze, quali il Khanato e la Danimarca in chiave anti-polacca: inoltre, rafforzò il proprio predominio nella città di Novgorod e pianificò conquiste che si sarebbero realizzate più tardi nella città di Perm', vicino agli Urali.